# RV Ingelheim 1920
Der Ruderverein Ingelheim 1920 oder RV Ingelheim 1920 (RVI) ist ein Sportverein aus Ingelheim am Rhein.

## Lage
Der Rudervein Ingelheim wurde am 1. Dezember 1920 als Ruder-Verein Frei-Weinheim – Ingelheim 1920 gegründet. Das erste Bootshaus wurde an der Hafenmole von Frei-Weinheim errichtet. Nach dem Zweiten Weltkrieg wurde der Verein von der französischen Besatzung verboten und erst 1951 wieder gegründet. 1976 wurde das neue Bootshaus errichtet.
Das Ruderrevier ist der Rhein.

## Bekannte Sportler
Albert Hedderich und Michael Dürsch wurden 1984 in Los Angeles Olympiasieger im Doppelvierer in Renngemeinschaft mit zwei Ulmern. Zuvor hatte der Doppelvierer bei Weltmeisterschaften eine Goldmedaille, zwei Silbermedaillen und eine Bronzemedaille errudert. Maria Dürsch war mehrfach Deutsche Meisterin.